# Caravan (album de Jo Jones)
Pour les articles homonymes, voir Caravan.
Caravan est un album de jazz enregistré en 1974 à Paris en France par le batteur américain Jo Jones, les pianistes Gerry Wiggins et Milt Buckner, le contrebassiste Major Holley et le saxophoniste Illinois Jacquet.
L'album est également connu sous le nom de Smiles, disque compact paru en 2004, augmenté de quatre morceaux enregistrés en France en 1969 et 1975.

## Historique

### Enregistrement

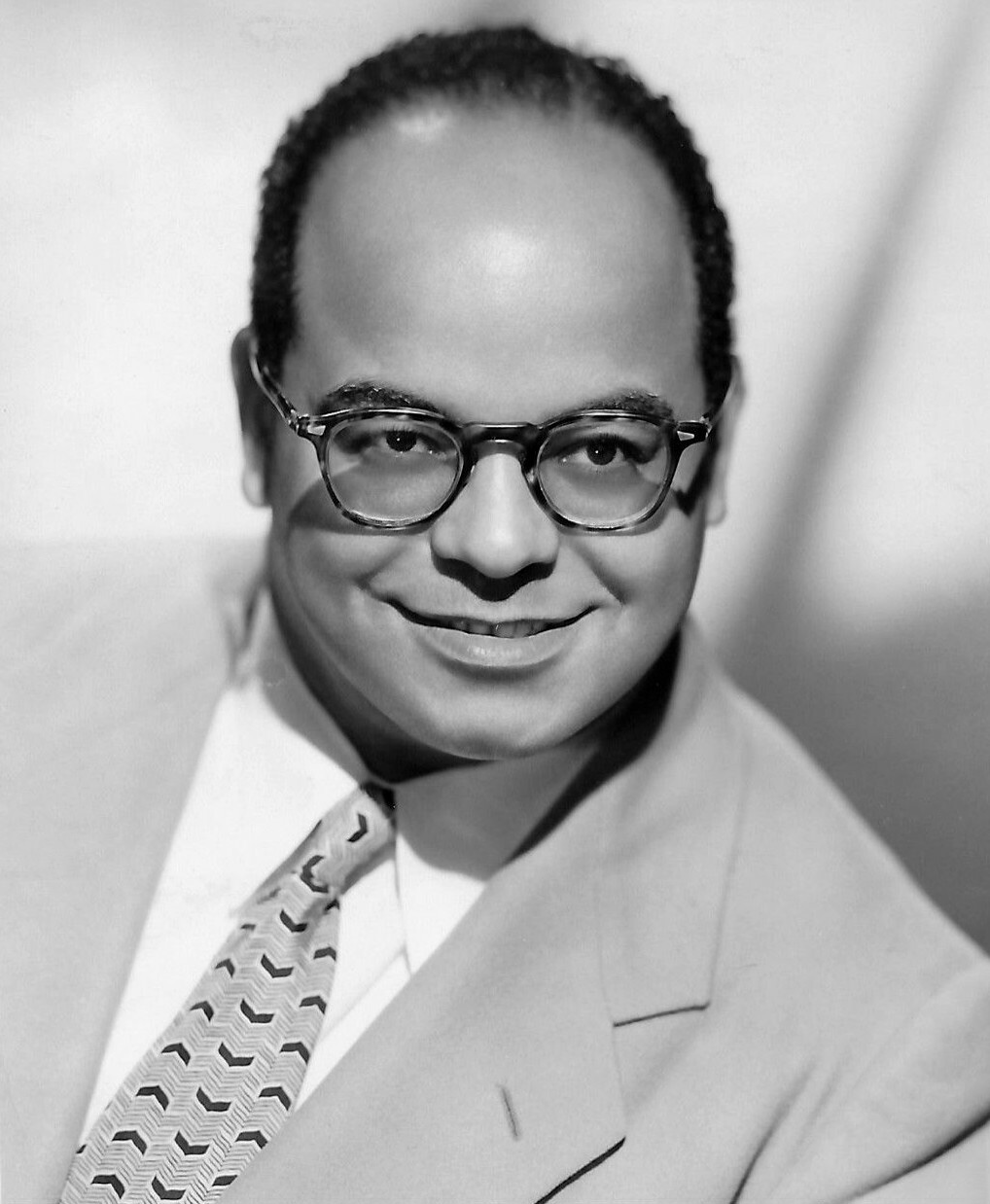
Le pianiste Milt Buckner, en 1953.

L'album Caravan est enregistré les 26 et 28 février 1974 au Studio Barclay à Paris en France, sauf le titre Caravan lui-même, enregistré en concert à Paris le 13 janvier 1974,. 
Il est enregistré par Dominique Samarcq,, un ingénieur du son français qui a travaillé pour les Studios Barclay de 1965 à 1978.
Milt Buckner, Major Holley et Jo Jones enregistrent, aux mêmes dates, dans le même studio et avec le même ingénieur du son, l'album Block Chords Parade de Milt Buckner,,,.

### Publication
L'album Caravan sort en disque vinyle LP en 1974 sous la référence B&B 33.187 sur le label Black and Blue fondé en 1968 par Jean-Marie Monestier et Jean-Pierre Tahmazian pour enregistrer « quelques uns des derniers représentants du jazz classique » qu'ils faisaient venir en France, « les sortant de l'anonymat dans lequel l'oubli les avait plongés. Enthousiasmés par l'accueil du public en concert, les musiciens gravent alors pour Black and Blue des plages qui comptent parmi leurs plus belles »,,.
La notice du LP est rédigée par Jean-Pierre Forget et traduite par Jean-François et Patricia Kresser, tandis que les photographies sont de Paul Lutz.

### Réédition
L'album est réédité en disque compact le 6 juillet 2004 sous le titre Smiles sous la référence BB 975.2, dans la série The Definitive Black & Blue Sessions, proposée par Jean-Michel Proust et Jean-Marc Fritz pour redécouvrir les trésors du label Black and Blue.
Aux morceaux de l'album Caravan sont ajoutés trois morceaux (On The Sunny Side Of The Street, Pennies From Heaven et Little Miss Maudlin) enregistrés le 2 juin 1969 par Claude Martenot à l'Europasonor Charcot Studio de Paris, ainsi que le morceau I Found A New Chapeau enregistré en concert à Salon-de-Provence le 17 juillet 1975 et publié originellement sous la référence B&B 333.080,. 
Le CD Smiles est remastérisé par Antoine Demantké au Studio Cargo à Paris. Son design graphique est l'œuvre de Jean-Michel Proust, Johanna Fritz et Jean-Marc Fritz, et les photographies sont de Brigitte Charvolin et Jean-Pierre Tahmazian, cofondateur du label.

## Accueil critique
Dans la notice du CD Smiles, Jean-Michel Proust, Johanna Fritz et Jean-Marc Fritz soulignent que « l'artiste y est magistral, en complète symbiose avec Gerry Wiggins ou Milt Buckner ».

## Liste des morceaux
Les morceaux 1 à 10 sont les morceaux du LP Caravan et les morceaux 11 à 14 sont les morceaux ajoutés sur le CD Smiles :
| 1.    | Love Is Just Around the Corner    | Lewis Gensler / Leo Robin                  | 4:09  |
| 2.    | I Cried for You                   | Gus Arnheim / Arthur Freed / Abe Lyman     | 5:54  |
| 3.    | A Wig On The Bold Headed Mountain | André Persiani                             | 3:19  |
| 4.    | I Found A New Set Of Drums        | André Persiani                             | 2:43  |
| 5.    | Dinah                             | Harry Akst / Sam M. Lewis                  | 3:15  |
| 6.    | In A Little Spanish Town          | Sam M. Lewis / Mabel Wayne / Joe Young     | 2:37  |
| 7.    | Slide Jimmy Slide                 | Milt Buckner                               | 3:12  |
| 8.    | The Way You Look Tonight          | Dorothy Fields / Jerome Kern               | 3:09  |
| 9.    | Smiles                            | J. Will Callahan / Lee Roberts             | 2:52  |
| 10.   | Caravan                           | Juan Tizol / Duke Ellington / Irving Mills | 15:47 |
| 11.   | On The Sunny Side Of The Street   | Dorothy Fields / Jimmy McHugh              | 4:06  |
| 12.   | Pennies From Heaven               | Johnny Burke / Arthur Johnston             | 4:57  |
| 13.   | Little Miss Maudlin               | Milt Buckner                               | 3:53  |
| 14.   | I Found A New Chapeau             | Milt Buckner / Jo Jones                    | 9:14  |
| 69:15 |                                   |                                            |       |

## Musiciens
- Jo Jones : batterie
- Gerry Wiggins : piano (#1-6, 8-9)
- Milt Buckner : piano (#7), orgue (#10-14)
- Major Holley : contrebasse (#1-9)
- Illinois Jacquet : saxophone ténor (#10, 14)